# 竹花いち子
竹花 いち子（たけはな いちこ）は、日本のコピーライター、作詞家。「キッチンボルベール」という名の料理教室を主宰する。

## 主な作品

### あ行
・網浜直子
```
 夏は目の毒・恋の毒 作曲 井上ヨシマサ
```

### か行
- 河内淳一
  - Day After - 作曲：河内淳一
- 川口雅代
  - ピリオド 〜さよならの向こうへ〜 - 作曲：福留順一
- GWINKO
  - KISS KISS KISS - 作曲：西村麻聡
- 菊地陽子
  - 風色タッチ - 作曲：羽場仁志
- 研ナオコ
  - 女友達 - 作曲：福島邦子

### さ行
- 酒井法子
  - 雨の気持ち - 作曲：羽場仁志[2]
  - 渚のファンタシィ - 作曲：タケカワユキヒデ[2]
- 鈴木聖美
  - 熱くなれたら - 作曲：千沢仁[2]

### た行
- 谷村有美
  - 2人はいきなり - 作曲：伊秩弘将[2]
  - もう恋は。 - 作曲：谷村有美[2]
- TM NETWORK
  - I WANT TV - 作曲：小室哲哉
- 德永英明（全作曲）
  - リアリストとロマンチスト[2]
  - 僕の憂鬱[2]
  - 奇跡のようなめぐり逢い[2]
  - 感じるままに[2]
  - 振られるなんて[2]
  - あなたのために[2]
  - Tenderly[2]
- 徳丸純子
  - 時の魔術 - 作曲：村松邦男　
  - 涙のAdieu - 作曲：清水信之
  - シルバー模様 - 作曲：村松邦男

### な行
- 内藤やす子
  - 涙の色 - 作曲：亀井登志夫
- 長山洋子
  - 星に願いを - 作曲：羽場仁志
  - 綺麗なプライド - 作曲：松本俊明
  - 遠いラストサマー - 作曲：安部恭弘
- 中森明菜
  - モナリザ - 作曲：後藤次利
  - ニュー・ジェネレーション - 作曲：EUROX

### は行
- 早瀬優香子
  - My Storm- 作曲：MAYUMI
  - 我儘娘は眠りの中 - 作曲：佐藤隆
  - テレフォン・アレルギー - 作曲：村松邦男
  - 耳の中の部屋 - 作曲：桐ヶ谷仁
- 福山雅治
  - アクセス - 作曲：井上大輔[2]
- 堀ちえみ
  - ルージュの海 - 作曲：三谷泰弘

### ま行
- 前川清
  - フィクションのように - 作曲：井上大輔
- 松原みき
  - 女神の右手 - 作曲：羽場仁志
  - IN THE ROOM - 作曲：林哲司
- 間宮貴子
  - 真夜中のジョーク - 作曲：難波弘之
- 松本伊代
  - 不思議なのはサヨならの方法 - 作曲：泰葉
  - ミスマッチ - 作曲：船山基紀
  - Swing Swang Swung - 作曲：あらい舞
- 三原じゅん子
  - セクシーズン - 作曲：矢野誠

### や行
- 矢野有美
  - FADE OUT - 作曲：見岳章
- 山下久美子
  - 星になった嘘 - 作曲：亀井登志夫
  - 3度目のハートブレイク - 作曲：村松邦男
  - スローナンバーのあとで - 作曲：亀井登志夫
  - ナイフの香り - 作曲：村松邦男
  - GIRL-FRIEND - 作曲：村松邦男
  - BOY-FRIEND - 作曲：村松邦男
  - SINGLE - 作曲：布袋寅泰（山下久美子と共作）
- 横山輝一
  - Falling In Love - 作曲：横山輝一 [2]

### わ行
- 渡辺美里
  - 18才のライブ - 作曲：亀井登志夫[2]